# Egyptische grafvleermuis
De Egyptische grafvleermuis (Taphozous perforatus)  is een zoogdier uit de familie van de schedestaartvleermuizen (Emballonuridae). De wetenschappelijke naam van de soort werd voor het eerst geldig gepubliceerd door É. Geoffroy in 1818.